# Mantello terrestre

La struttura interna della Terra.

In geologia e in geofisica il mantello terrestre è uno degli involucri concentrici che costituiscono la Terra: si tratta di un involucro solido plastico, compreso tra la crosta terrestre e il nucleo terrestre, avente uno spessore di circa 2890 km.
Rappresenta l'84% in volume dell'intero pianeta ed è costituito essenzialmente da roccia ultramafica stabile ad alta pressione e ricca di ferro e di magnesio, tra cui olivine magnesifere, granati magnesiferi, spinelli, orto e clinopirosseni nel mantello superiore e diverse perovskiti silicatiche nel mantello inferiore. La pressione al contatto mantello/nucleo esterno è stimata pari a un milione e mezzo di atmosfere (140 GPa).
Il mantello è prevalentemente solido e inferiormente si trova a contatto sul caldo nucleo terrestre ricco di ferro, il quale occupa invece il 15% del volume della Terra. Episodi passati di fusione e vulcanismo a livelli meno profondi del mantello hanno prodotto una sottile crosta di prodotti fusi cristallizzati vicino alla superficie, sopra la quale noi viviamo. I gas sprigionati durante la fusione del mantello della Terra ebbero un grande effetto sulla composizione e abbondanza dell'atmosfera terrestre. L'informazione riguardo alla struttura e alla composizione del mantello risulta dall'indagine geofisica o dall'analisi diretta geoscientifica sugli xenoliti derivati dal mantello terrestre.

## Descrizione

### Limiti e struttura interna

A) Discontinuità di Mohorovičić. B) Discontinuità di Gutenberg.
C) Discontinuità di Lehmann. 1) Crosta continentale 2) Crosta oceanica 3) Mantello superiore 4) Mantello inferiore 5) Nucleo esterno 6) Nucleo interno.

Il suo limite superiore, ossia il suo contatto con la sovrastante crosta terrestre, generalmente si trova tra i 10 e i 35 km di profondità dalla superficie, ed è detto discontinuità di Mohorovičić (spesso abbreviata in "Moho"); il limite inferiore, che segna il confine con il nucleo, è detto discontinuità di Gutenberg.
Entrambe sono state individuate attraverso studi di sismologia, la prima per la riflessione parziale delle onde sismiche dovuta al repentino cambiamento della loro velocità nel passaggio tra i due mezzi, la seconda per l'assorbimento delle onde trasversali (onde S, ossia secundae) da parte del nucleo esterno liquido. È stato inoltre possibile suddividere ulteriormente il mantello in due strati distinti, sempre in funzione della velocità di propagazione delle onde sismiche: il mantello superiore, di circa 700 km di spessore, trasmette le onde sismiche a velocità ridotte rispetto al mantello inferiore, di oltre 2000 km.
Il mantello dunque è diviso in sezioni basate su risultati forniti dalla sismologia. Questi strati (e le loro profondità) sono i seguenti: il mantello superiore (33–410 km), la zona di transizione (410–660 km), il mantello inferiore (660–2891 km), e in basso nell'ultima regione c'è l'anomalo confine nucleo-mantello (strato D") con uno spessore variabile (intorno a una media di ~200 km).
La parte superiore del mantello è definita tramite un improvviso incremento nella velocità sismica, rispetto a quella della crosta terrestre, incremento che fu notato per la prima volta dal geofisico Andrija Mohorovičić nel 1909; questo confine viene attualmente indicato come la "discontinuità di Mohorovičić o Moho". Il mantello più vicino alla sovrastante superficie è relativamente rigido e forma la litosfera, uno strato irregolare che ha uno spessore massimo di forse 200 km. Sotto la litosfera il mantello superiore diventa particolarmente plastico nella sua reologia. In alcune regioni sotto la litosfera la velocità sismica è ridotta: questa così definita zona a bassa velocità (LVZ, dall'inglese Low Velocity Zone) si estende giù fino a una profondità di diverse centinaia di km.
Inge Lehmann scoprì la discontinuità sismica a circa 5150 km di profondità. La zona di transizione è un'area di grande complessità, che fisicamente separa il nucleo superiore da quello inferiore. Molto poco si conosce circa il nucleo inferiore a prescindere dal fatto che sembra essere relativamente omogeneo dal punto di vista sismico. Lo strato D" è quello che separa il mantello dal nucleo.

#### Mantello superiore
Il mantello superiore, immediatamente sotto la crosta terrestre, viene definito "mantello litosferico" e insieme alla crosta costituisce la litosfera. A maggiore profondità, che varia da circa 80 km sotto gli oceani a circa 200 km sotto i continenti, c'è uno strato a bassa viscosità, comunemente definito astenosfera. Tale bassa viscosità è stata associata ad uno stato di fusione parziale del mantello, ed è comunque dovuta alle alte temperature, vicine al solidus delle comuni rocce mantelliche, ricche in olivina.
La viscosità dell'astenosfera varia tra 1021 e 1024 Pa·s, a seconda della profondità. La viscosità, pur elevata, consente all'astenosfera di comportarsi come un liquido e scorrere lentamente se sottoposta a stress di lunga durata: questa plasticità è alla base della Tettonica delle placche. Oltre a favorire movimenti di scivolamento laterale e di subduzione, la viscosità dell'astenosfera consente anche movimenti verticali: l'interazione tra litosfera ed astenosfera è simile a quella di una zattera e del liquido, necessariamente più denso, su cui galleggia. Tale equilibrio si dice isostatico, i movimenti che lo ristabiliscono quando è perturbato sono i movimenti isostatici.
Una prova dell'esistenza di uno strato in qualche modo fluido sono proprio i movimenti isostatici. Il Mar Baltico e in particolare il Golfo di Botnia sono in corrispondenza del massimo spessore dell'inlandis nordeuropeo durante le glaciazioni pleistoceniche. Dal rilevamento e dalla datazione delle paleospiagge si constata che esse sono in contrazione a causa di un sollevamento della crosta continentale sottostante (piattaforma continentale) attualmente dell'ordine di un centimetro all'anno ma che raggiunse il metro all'anno subito dopo la fine della glaciazione di Würm (ca. 10000 a.C.). Una situazione analoga si ha nella Baia di Hudson. Tali movimenti verticali sono analoghi a quelli di una barca che viene scaricata: in questo caso sono dovuti allo scioglimento di chilometri di ghiaccio.
Intorno ai 410 km e 660 km di profondità, sono state rinvenute due importanti discontinuità sismiche, associate a transizioni di fase rispettivamente dall'olivina alla wadsleyite e dalla ringwoodite alle fasi del mantello inferiore (per esempio perovskite e magnesio-wuestite). Questa zona è comunemente definita "zona di transizione".

#### Mantello inferiore
Il mantello inferiore è composto per lo più di silicio, magnesio e ossigeno con percentuali minori di ferro, calcio e alluminio. I minerali principali sono la perovskite e la magnesio-wuestite. Entrambi hanno struttura cubica, più adatta a sostenere le crescenti pressioni del mantello.
Lungo buona parte del mantello inferiore non si verificano sostanziali transizioni di fase mineralogica. La temperatura aumenta sostanzialmente in modo adiabatico (vedi gradiente adiabatico), consistente con un flusso convettivo (vedi convezione). Anche se recenti studi interdisciplinari, basati su studi di minerali ad alta pressione e temperature e dati sismologici, hanno postulato un gradiente super-adiabatico. Come conseguenza, dal punto di vista sismico, la zona del mantello inferiore è relativamente meno complessa della soprastante zona di transizione.

##### Strato D"
Il nome deriva dalla classificazione del matematico Keith Bullen per gli strati della geosfera, che definiva a partire dalla superficie terrestre ogni strato in ordine alfabetico crescente, dalla lettera A alla G, con la crosta come 'A' e il nucleo interno come 'G'.
Nella sua pubblicazione del 1942, l'intero mantello inferiore era definito livello D; scoprendo nel 1950 che il mantello inferiore poteva essere distinto in due strati rinominò la parte superiore di circa 1.800 km di spessore, D' (D primo) e la parte inferiore di circa 200 km di spessore, D'’ (D secondo).
Per strato D'’ si intende lo strato spesso circa 200 km del mantello inferiore, direttamente al di sopra del confine mantello-nucleo, talvolta incluso nelle discussioni relative alla zona di confine mantello-nucleo.
Le cose cambiano drasticamente in questa zona, caratterizzata da forti anomalie sismiche, rappresentante la parte basale del flusso convettivo del mantello.
Di per sé pare sia uno strato instabile, infatti non è omogeneo, e ci sono zone dove addirittura manca. Al suo interno le velocità delle onde sismiche subiscono variazioni notevoli: sono superiori alla media nella verticale della subduzione della placca pacifica, mentre a livello del Pacifico centrale e sotto l'Africa sono inferiori. Questo poiché l'elasticità delle rocce ivi presenti aumenta con la pressione, ma diminuisce con l'aumentare della temperatura. L'aumento della pressione e della temperatura che si ha con l'aumento della profondità fa aumentare l'elasticità delle rocce. Tuttavia il gradiente di temperatura in questo strato è più alto che nel mantello convettivo, il che comporta un aumento della velocità delle onde sismiche.
Nello strato D'’ son poi presenti sbuffi laterali che danno origine a pennacchi di materiale caldo che arriverebbe in superficie in zone come Réunion, le Hawaii o Yellowstone, per esempio.
Inoltre placche litosferiche fredde subducenti terminerebbero la discesa nello strato D'’. Ma questo porrebbe un gradiente di temperatura nucleo-mantello di 1000 °C, non più adiabatico, che porterebbe a problemi ulteriori.
Complessità composizionali sono attese in questa zona. Una nuova fase mineralogica della perovskite, la post-perovskite, è stata prevista e trovata in laboratorio a pressioni corrispondenti allo Strato D'’.

### Composizione
Il mantello si differenzia sostanzialmente dalla crosta per le sue caratteristiche meccaniche e la sua composizione chimica. La distinzione tra crosta e mantello è basata sulla chimica, tipi di rocce, reologia e caratteristiche sismiche. La crosta è, infatti, un prodotto della fusione del mantello. Si crede che la parziale fusione del materiale del mantello sia la causa dei suoi elementi incompatibili da separare dal materiale meno denso fluttuante verso l'alto attraverso spazi porosi, rotture, o fenditure, per poi raffreddarsi e solidificare in superficie. Le tipiche rocce del mantello hanno un più alto rapporto magnesio / ferro, e una più piccola proporzione di silicio e alluminio rispetto alla crosta. Questo comportamento è anche avvalorato dagli esperimenti che usano fondere parzialmente rocce appositamente scelte come rappresentative del mantello terrestre.

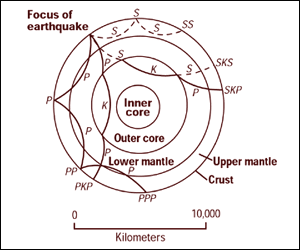
Mappatura dell'interno della Terra con onde sismiche.

 Le rocce del mantello che si trovano a una profondità approssimativa inferiore a 400 km sono costituite principalmente da olivine, pirosseni, spinelli, e granati; le rocce tipiche si presume siano peridotite, dunite (olivina-arricchita con peridotite) e eclogite. Tra i 400 km e i 650 km di profondità, l'olivina non è stabile e viene rimpiazzata dai materiali polimorfi che hanno approssimativamente la stessa composizione: un polimorfo è la wadsleyite (nota anche come beta-spinello), e l'altro è la ringwoodite (un minerale con la struttura del gamma-spinello). Sotto i 650 km circa, tutti i minerali del mantello superiore iniziano a diventare instabili. I minerali più abbondanti presenti hanno struttura (ma non composizione) simile alla perovskite seguita da ferropericlase di magnesio/ossido di ferro.
I cambiamenti nella mineralogia a circa 400 e 650 km producono segnali caratteristici nelle registrazioni sismiche dell'interno della Terra, e, come la moho, sono rilevate utilizzando le onde sismiche. Questi mutamenti mineralogici possono influenzare la convezione del mantello, in funzione della variazione della loro densità e possono assorbire o rilasciare il calore latente come pure abbassare o elevare la profondità delle transizioni polimorfiche di fase in regioni a differenti temperature. L'andamento dei mutamenti mineralogici in funzione della profondità è stato indagato tramite esperimenti di laboratorio che riproducono le alte pressioni del mantello superiore, come quelli che usano l'incudine di diamante.
| Elemento | Quantità % |        | Composto | Quantità % |
| -------- | ---------- | ------ | -------- | ---------- |
| O        | 44,8       |        |          |            |
| Si       | 21,5       | SiO2   | 46       |            |
| Mg       | 22,8       | MgO    | 37,8     |            |
| Fe       | 5,8        | FeO    | 7,5      |            |
| Al       | 2,2        | Al2O3  | 4,2      |            |
| Ca       | 2,3        | CaO    | 3,2      |            |
| Na       | 0,3        | Na2O   | 0,4      |            |
| K        | 0,03       | K2O    | 0,04     |            |
| Totale   | 99,7       | Totale | 99,1     |            |

Il nucleo interno è solido, quello esterno è liquido e il mantello solido/plastico. Questo succede a causa dei punti di fusione relativi ai diversi strati (nucleo di nickel-ferro, crosta di silicati e mantello) e l'incremento di temperatura e pressione dovuto alla maggiore profondità. Alla superficie sia la lega ferro-nickel che i silicati sono sufficientemente freddi per essere solidi. Nel mantello superiore, i silicati sono generalmente solidi anche se esistono regioni localizzate con piccole quantità di fusione; poiché il mantello superiore è sottoposto a una pressione relativamente ridotta, la roccia ha una viscosità relativamente bassa. Al contrario, il mantello inferiore è sotto pressioni più elevate e quindi ha una viscosità più alta rispetto al mantello superiore. Il nucleo esterno metallico ferro-nickel è liquido a dispetto dell'enorme pressione, poiché esso ha un punto di fusione più basso dei silicati del mantello. Il nucleo interno è solido a causa della schiacciante pressione esistente al centro del pianeta.

### Temperatura
Nel mantello le temperature variano da 500 °C a 900 °C al confine superiore con la crosta, e ad oltre 4.000 °C al confine con il nucleo. Anche se le temperature più alte oltrepassano di molto i punti di fusione delle rocce del mantello (circa 1200 °C per la caratteristica peridotite), il mantello è quasi esclusivamente solido. L'enorme pressione litostatica esercitata sul mantello impedisce la fusione, poiché la temperatura alla quale la fusione inizia aumenta con la pressione.

### Movimenti convettivi

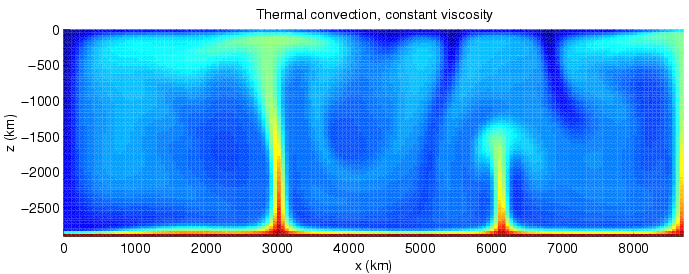
Movimenti convettivi del mantello. In rosso le zone più calde, in blu le fredde. Il calore proveniente dal nucleo provoca l'espansione del materiale e riduce la sua densità consentendone la risalita. Il raffreddamento del materiale alla superficie provoca il suo sprofondamento.

A causa della differenza di temperatura fra la superficie della Terra e il nucleo esterno e della capacità delle rocce cristalline, sottoposte ad alta pressione e temperatura, di subire deformazioni viscose nel corso di milioni di anni, si crea una circolazione convettiva di materiale nel mantello. Il materiale caldo sale come un diapiro plutonico (piuttosto simile a un lume di lava), forse partendo dal confine con il nucleo esterno (vedi pennacchio di mantello), mentre il materiale più freddo (e denso) sprofonda. Questo avviene in genere sotto forma di sprofondamenti litosferici su larga-scala nelle zone di subduzione ai confini delle placche tettoniche.
Durante l'ascesa il materiale del mantello viene a raffreddarsi adiabaticamente e per conduzione termica dentro il circostante materiale più freddo. La temperatura del materiale scende drasticamente con la diminuzione della pressione connessa all'ascensione, e il suo calore viene a distribuirsi in un ampio volume. Poiché la temperatura alla quale la fusione inizia decresce più rapidamente con l'altezza di quanto lo faccia il sollevamento del pennacchio caldo, può avvenire una fusione parziale proprio al di sotto della litosfera causando così vulcanismo e plutonismo.
La convezione del mantello terrestre è un processo che in termini di dinamica del fluido viene definito caotico, e si pensa sia una parte integrante dello spostamento delle placche. Il movimento delle placche non andrebbe confuso con il più vecchio termine deriva dei continenti, che si applica puramente al movimento dei componenti della crosta dei continenti. I movimenti della litosfera e del mantello sottostante sono collegati poiché la litosfera discendente è un componente essenziale della convezione nel mantello. La deriva continentale osservata è una relazione complicata tra le forze che causano lo sprofondamento della litosfera oceanica e i movimenti all'interno del mantello terrestre.
Sebbene ci sia una tendenza generale all'aumento della viscosità con il crescere della profondità, questa relazione non è assolutamente lineare, tanto che si trovano strati con viscosità molto bassa sia nel mantello superiore che al confine con il nucleo. Il mantello, nella porzione che si trova a circa 200 km sopra il confine nucleo-mantello, sembra avere proprietà sismiche distintamente differenti rispetto alle zone situate a profondità leggermente più basse; questa insolita regione del mantello proprio al di sopra del nucleo viene chiamata strato D", nomenclatura introdotta oltre 50 anni fa dal geofisico Keith Bullen. Lo strato D" può essere costituito da materiale proveniente dalle fette di crosta affondate per subduzione e venute a fermarsi al confine nucleo-mantello e/o da un nuovo minerale polimorfo scoperto nella perovskite e detto post-perovskite.
I terremoti originatisi alle basse profondità sono il risultato dei movimenti di frizione e frattura delle faglie. A causa della viscosità relativamente bassa nel mantello superiore, e quindi del suo comportamento duttile, si potrebbe desumere che non ci possano essere terremoti al di sotto di 300 km circa di profondità, anche se ne sono stati registrati fino a 670 km nelle zone di subduzione e sono stati proposti vari meccanismi per spiegare il fenomeno. Nelle zone in subduzione, il gradiente geotermico può abbassarsi nelle aree dove il materiale freddo proveniente dalla superficie tende a sprofondare, incrementando la tensione del mantello circostante e permettendo così l'innesco di terremoti tra 400 km e 670 km di profondità.
La pressione al fondo del mantello è di ~136 GPa (1,4 milioni di atm). La pressione aumenta con l'aumento della profondità nel mantello, poiché il materiale sottostante deve sorreggere il peso di tutto il materiale che lo sovrasta. Si ritiene tuttavia che l'intero mantello sia in grado di subire deformazioni viscose su lunghi periodi, con una deformazione plastica permanente che si instaura tramite il movimento di punti, linee, e/o difetti planari presenti nei cristalli solidi inclusi nel mantello. Le stime riguardo alla viscosità del mantello superiore variano tra 1019 e 1024 Pa·s, in funzione della profondità, temperatura, composizione, stato di tensione e numerosi altri fattori. Il mantello superiore può scorrere però soltanto molto lentamente. Tuttavia, quando grandi forze vengono applicate alla parte superiore del mantello, esso può diventare più debole, e si presume che questo effetto abbia la sua importanza nel permettere la formazione dei bordi della placca tettonica.

## Esplorazione
Template:Da aggiornarer
L'esplorazione del mantello viene generalmente condotta sul fondo marino piuttosto che sulla terra a causa della relativa sottigliezza della crosta oceanica rispetto a quella continentale, significativamente più spessa.
Il primo tentativo di un'esplorazione del mantello, noto come Project Mohole, fu abbandonato nel 1966 dopo ripetuti fallimenti e costi esorbitanti. La più profonda penetrazione fu di circa 180 m.
Nel 2005 il terzo più profondo foro oceanico effettuato raggiunse i 1416 metri sotto il fondale marino con l'ausilio della sonda di perforazione della nave oceanica JOIDES Resolution.
Il 5 marzo del 2007 una squadra di scienziati a bordo della RRS James Cook si imbarcò per un viaggio verso un'area del fondale atlantico dove il mantello giace esposto senza nessuna crosta che lo ricopra, a metà strada tra le Isole di Capo Verde e il Mar dei Caraibi. Il sito esposto giace approssimativamente tre chilometri sotto la superficie dell'oceano coprendo migliaia di chilometri quadrati.
Un tentativo relativamente difficile per prelevare campioni dal mantello della Terra fu programmato per la fine del 2007. Come parte della missione di Chikyu Hakken, venne utilizzato la nave giapponese 'Chikyu' per fare una perforazione fino a 7000 m sotto il fondale oceanico, quasi tre volte più profonda della precedente.
Un nuovo metodo per esplorare centinaia di km nella parte superiore della Terra è stato recentemente analizzato: esso consiste in una sonda generatrice di calore piccola e densa che fonde gli strati lungo il suo percorso attraverso la crosta e il mantello, mentre la sua posizione e progressione vengono tracciate da segnali acustici generati nelle rocce.
La sonda consiste di una sfera esterna in tungsteno di ~1 m di diametro dentro cui si trova una sorgente di calore radioattivo prodotta dal 60Co. Si è calcolato che una tale sonda raggiungerà la Moho oceanica in meno di sei mesi e in pochi decenni conseguirà profondità minime di ben oltre 100 km sotto la litosfera sia oceanica che continentale.